# Land- und Stadtgericht Fredeburg
Das Land- und Stadtgericht Fredeburg war von 1839 bis 1849 ein preußisches Land- und Stadtgericht mit Sitz in Fredeburg.

## Geschichte
Das Land- und Stadtgericht Fredeburg entstand zum 1. Januar 1839 aus dem aufgelösten Justizamt Fredeburg. Hinzu kamen die Steuergemeinden Isingheim, Cobbenrode und Oedingen von früheren Justizamt Eslohe und die Steuergemeinden Lenne und Saalhausen vom früheren Justizamt Bilstein. Im Sprengel lebten anfangs 12.283 Gerichtseingesessene. Am Gericht waren ein Direktor, zwei Assessoren und sechs nicht-richterliche Mitarbeiter beschäftigt. 
Nach der Märzrevolution wurden in Preußen die Patrimonialgerichte abgeschafft und einheitlich Kreisgerichte geschaffen. Der Land- und Stadtgericht Fredeburg wurde aufgelöst und stattdessen die Gerichtskommission Fredeburg des Kreisgerichts Olpe im Bezirk des Appellationsgerichts Arnsberg geschaffen.